# Johannes Gutenberg Universiteit
De Johannes Gutenberg-Universiteit (Johannes Gutenberg-Universität Mainz) is een universiteit in Mainz, de hoofdstad van de Duitse deelstaat Rijnland-Palts.
Met ongeveer 36.000 studenten in het wintersemester 2010/11 aan ongeveer 150 instituten en ziekenhuizen is het een van de grootste instellingen voor hoger onderwijs in Duitsland. Sinds de structuurhervormingen in 2005 bestaat de universiteit uit 11 faculteiten.

## Geschiedenis
De eerste universiteit in Mainz gaat terug op Adolf II van Nassau, aartsbisschop van Mainz tussen 1462 en 1475. In die tijd moest de oprichting van een universiteit nog goedgekeurd worden door de paus. Adolf II had tijdens zijn amtsperiode het stichtingsproces in goede banen geleid, maar de universiteit werd pas geopend in 1477 tijdens de ambtsperiode van zijn opvolger, Diether van Isenburg.
Na de onlusten bij de stichting van de Republiek van Mainz in 1793 en herovering door de Pruisen kwam de universiteit langzamerhand lam te liggen. Onder Franse heerschappij werd ze in 1798 officieel gesloten. Toch werd er tot in 1823 nog lesgegeven aan de faculteit Geneeskunde.
De huidige universiteit werd door de Franse bezetter gesticht in 1946. Raymond Schmittlein, leider van de Cultuur- en onderwijsafdeling van de Franse militaire regering, heeft ervoor gezorgd dat de universiteit terug geopend werd. Door het decreet van de Franse militaire regering op 1 maart werd de continuïteit van de universiteit bekrachtigd: de universiteit werd gemachtigd, haar taak terug op te nemen.

## Faculteiten
- Katholieke en Evangelische Theologie
- Sociale Wetenschappen, Media en Sport
- Rechten en Economische Wetenschappen
- Geneeskunde
- Filosofie en Filologie
- Taal- en Cultuurwetenschappen
- Geschiedenis
- Fysica, Wiskunde en Informatica
- Chemie, Farmacie en Geologische Wetenschappen
- Biologie
- Hogeschool voor Muziek en Academie voor Beeldende Kunsten

Aken · Augsburg · Bamberg: Otto-Friedrich · Bayreuth · Berlijn (Vrije Universiteit · Humboldt · Technische Universiteit · Kunsten) · Bielefeld · Bochum · Bonn · Braunschweig · Bremen (Universiteit Bremen · Jacobs University) · Chemnitz · Clausthal · Cottbus-Brandenburg · Darmstadt · Dortmund · Dresden · Duisburg-Essen · Düsseldorf: Heinrich Heine · Eichstätt-Ingolstadt · Erfurt · Erlangen-Neurenberg: Friedrich-Alexander · Frankfurt am Main · Frankfurt an der Oder: Europa · Freiberg · Freiburg · Gießen · Göttingen: Georg August · Greifswald: Ernst Moritz Arndt · Hagen · Halle-Wittenberg: Martin Luther · Heidelberg: Ruprecht Karls · Hamburg (Hamburg · HafenCity · Hamburg-Harburg · Helmut Schmidt) · Hannover (Hannover · Medische Hogeschool) · Hildesheim · Hohenheim · Ilmenau · Jena: Friedrich Schiller · Kaiserslautern · Karlsruhe · Kassel · Keulen · Duitse Sporthogeschool Keulen · Kiel: Christian Albrechts · Koblenz-Landau · Konstanz · Leipzig · Lübeck · Lüneburg: Leuphana · Magdeburg: Otto von Guericke · Mainz: Johannes Gutenberg · Mannheim · Marburg: Philipps · München (Ludwig Maximilians · Technische Universiteit · Oekraïense Vrije Universiteit · Universiteit van het Bondsleger) · Münster · Oldenburg: Carl von Ossietzky · Osnabrück · Paderborn · Passau · Potsdam · Regensburg · Reutlingen · Rostock · Saarbrücken · Siegen · Stuttgart · Trier · Tübingen: Eberhard-Karls · Ulm · Vechta · Weimar: Bauhaus · Witten: Herdecke · Wuppertal · Würzburg: Julius Maximilians